# Iongo
Iongo é uma vila e comuna angolana que se localiza na província de Lunda Norte, pertencente ao município de Xá-Muteba.